# Aptesis nigrocincta
Aptesis nigrocincta är en stekelart som först beskrevs av Johann Ludwig Christian Gravenhorst 1815.  Aptesis nigrocincta ingår i släktet Aptesis och familjen brokparasitsteklar, Ichneumonidae. Artens hotstatus har inte bedömts för rödlistning varken i Sverige eller Finland men är reproducerande i båda länderna.

## Underarter
Arten delas in i följande underarter:
- Aptesis nigrocincta albicoxis (Habermehl, 1919)
- Aptesis nigrocincta ruficoxis (Habermehl, 1919)
- Aptesis nigrocincta stroblii (Roman, 1909)